# Куз-Бей (Орегон)
Куз-Бей (англ. Coos Bay) — місто (англ. city) в США, в окрузі Кус штату Орегон. Населення — 15 985 осіб (2020).

## Географія
Куз-Бей розташований за координатами 43°22′52″ пн. ш. 124°13′58″ зх. д. / 43.38111° пн. ш. 124.23278° зх. д. (43.381159, -124.232725).  За даними Бюро перепису населення США в 2010 році місто мало площу 41,16 км², з яких 27,44 км² — суходіл та 13,72 км² — водойми.
Home

### Клімат
Місто знаходиться у зоні, котра характеризується середземноморським кліматом. Найтепліший місяць — серпень із середньою температурою 15.5 °C (59.9 °F). Найхолодніший місяць — січень, із середньою температурою 7.4 °С (45.3 °F).
| Клімат Куз-Бея          | Клімат Куз-Бея | Клімат Куз-Бея | Клімат Куз-Бея | Клімат Куз-Бея | Клімат Куз-Бея | Клімат Куз-Бея | Клімат Куз-Бея | Клімат Куз-Бея | Клімат Куз-Бея | Клімат Куз-Бея | Клімат Куз-Бея | Клімат Куз-Бея | Клімат Куз-Бея |
| Показник                | Січ.           | Лют.           | Бер.           | Квіт.          | Трав.          | Черв.          | Лип.           | Серп.          | Вер.           | Жовт.          | Лист.          | Груд.          | Рік            |
| Абсолютний максимум, °C | 23,3           | 27,8           | 31,1           | 32,2           | 34,4           | 37,8           | 36,7           | 35,6           | 36,7           | 37,2           | 25,6           | 21,1           | 37,8           |
| Середній максимум, °C   | 11,2           | 12,3           | 12,9           | 14,5           | 16,1           | 17,9           | 19,3           | 19,9           | 19,6           | 17,5           | 14,1           | 11,7           | 15,6           |
| Середня температура, °C | 7,4            | 8,2            | 8,8            | 10,1           | 11,9           | 13,9           | 15,2           | 15,5           | 14,6           | 12,6           | 9,9            | 7,9            | 11,3           |
| Середній мінімум, °C    | 3,7            | 4,2            | 4,6            | 5,6            | 7,7            | 9,8            | 11             | 11,1           | 9,7            | 7,7            | 5,7            | 4,1            | 7,1            |
| Абсолютний мінімум, °C  | −8,9           | −10            | −7,8           | −2,8           | −3,3           | 0,6            | −0,6           | −1,1           | −1,1           | −3,3           | −6,7           | −17,8          | −10            |
| Норма опадів, мм        | 264            | 204            | 194            | 120            | 76             | 42             | 11             | 15             | 48             | 119            | 245            | 271            | 1609           |
| Днів з опадами          | 20             | 17             | 19             | 16             | 13             | 9              | 4              | 5              | 7              | 12             | 18             | 20             | 160            |
| Днів зі снігом          | 0,1            | 0,2            | 0,1            | 0              | 0              | 0              | 0              | 0              | 0              | 0              | 0,1            | 0,1            | 0,6            |
| Вологість повітря, %    | 81             | 79.7           | 79             | 77.4           | 76.6           | 76.7           | 77.6           | 78.9           | 80.5           | 80             | 81.5           | 79.9           | 79             |
| ----------------------- | -------------- | -------------- | -------------- | -------------- | -------------- | -------------- | -------------- | -------------- | -------------- | -------------- | -------------- | -------------- | -------------- |
| Джерело: Weatherbase    |                |                |                |                |                |                |                |                |                |                |                |                |                |

## Демографія
Згідно з переписом 2010 року, у місті мешкало 15 967 осіб у 6950 домогосподарствах у складі 3991 родини. Густота населення становила 388 осіб/км².  Було 7542 помешкання (183/км²).
Расовий склад населення:
| - 87,1 % — білих - 2,6 % — корінних американців - 1,4 % — азіатів - 0,6 % — чорних або афроамериканців - 0,3 % — вихідців з тихоокеанських островів - 2,8 % — осіб інших рас |

До двох чи більше рас належало 5,2 %. Частка іспаномовних становила 7,6 % від усіх жителів.
За віковим діапазоном населення розподілялося таким чином: 20,3 % — особи молодші 18 років, 60,6 % — особи у віці 18—64 років, 19,1 % — особи у віці 65 років та старші. Медіана віку мешканця становила 41,6 року. На 100 осіб жіночої статі у місті припадало 94,0 чоловіків;  на 100 жінок у віці від 18 років та старших — 91,5 чоловіків також старших 18 років.
Середній дохід на одне домашнє господарство  становив 49 609 доларів США (медіана — 38 780), а середній дохід на одну сім'ю — 59 317 доларів (медіана — 48 945). Медіана доходів становила 41 102 долари для чоловіків та 29 077 доларів для жінок. За межею бідності перебувало 22,7 % осіб, у тому числі 31,8 % дітей у віці до 18 років та 14,9 % осіб у віці 65 років та старших.
Цивільне працевлаштоване населення становило 6101 осіб. Основні галузі зайнятості: освіта, охорона здоров'я та соціальна допомога — 28,5 %, мистецтво, розваги та відпочинок — 15,0 %, роздрібна торгівля — 10,7 %, публічна адміністрація — 8,3 %.